# 코드 네임은 세일러 V

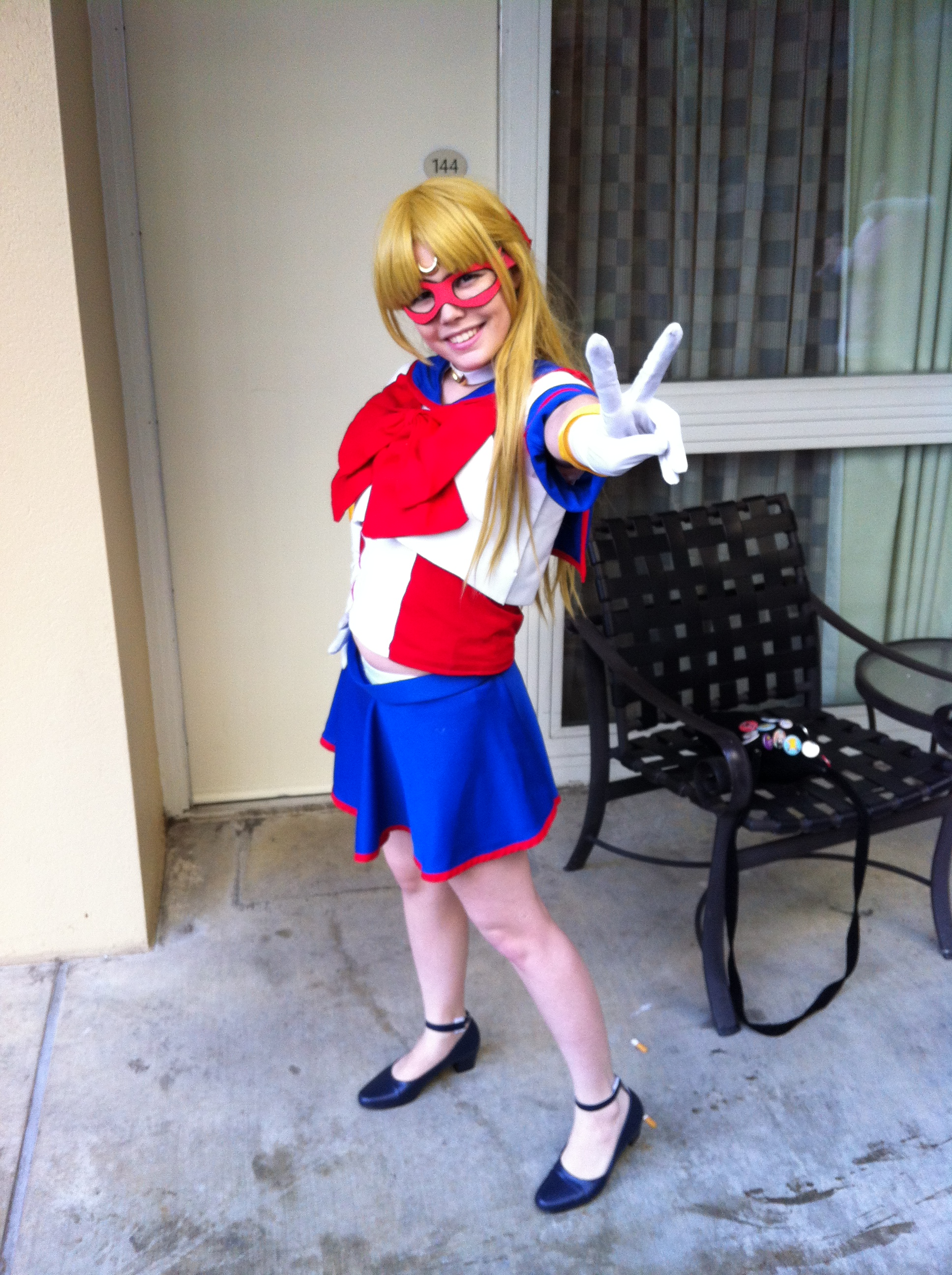

코드 네임은 세일러 V(일본어: コードネームはセーラーＶ, Codename: Sailor V)는 타케우치 나오코가 만든 일본 만화이다. 이 시리즈의 등장인물은 학교소녀 아이노 미나코이며 마법의 힘을 사용하여 지구인을 보호해야 한다. 코드 네임은 세일러 V는 후속작 달의 요정 세일러문의 토대가 된 작품이다.

## 장
- 제1장: 1993년 12월 18일[1]
- 제2장: 1994년 10월 22일[2]
- 제3장: 1997년 11월 6일[3]
- 제4장: 2004년 10월 29일[4]
- 제5장: 2004년 11월 22일[5]
- 제6장: 2014년 5월 29일[6]
- 제7장: 2014년 5월 29일[7]